# Mariola Walczak-Mikołajczakowa
Mariola Walczak-Mikołajczakowa (ur. 1965) – prof. dr hab., slawistka, bułgarystka, tłumaczka od początku studiów związana z Uniwersytetem im. Adama Mickiewicza w Poznaniu.
Obecnie pełni funkcję kierownika Zakładu Języków Południowosłowiańskich w Instytucie Filologii Słowiańskiej.

## Życiorys
W latach 1998–1999 pracowała jako lektor języka polskiego na Uniwersytecie im. Paisija Chilendarskiego w Płowdiwie. W roku 1997 obroniła pracę doktorską z zakresu słowiańskiego językoznawstwa porównawczego, a w roku 2004 uzyskała stopień doktora habilitowanego nauk humanistycznych. Autorka ponad 150 publikacji (wydawanych w kraju i za granicą), w tym 12 książek, współautorka 3 książek, redaktor kilkunastu zbiorowych tomów naukowych. Wydaje także książki beletrystyczne. Do tej pory ukazały się: Powiedz mi swoje imię (Wydawnictwo Mamiko, Nowa Ruda 2013) i Bałkański szkicownik (Wydawnictwo Mamiko, Nowa Ruda 2016). Jej opowiadania w przekładzie na język bułgarski opublikowano w „Literaturen vestnik”. W 2006 roku wydała książkę poświęconą swojej rodzinnej ziemi: Wysoka. Historia, miejsca, ludzie, Poznań 2002. Była redaktorem serii wydawniczej Biblioteka Duchowości Europejskiej i periodyku „Fundamenta Europaea” w latach 2001–2008. Obecnie redaguje bułgarskie czasopismo „Literaturata”. W latach 2007–2014 przewodniczyła Komisji Slawistycznej PAN w Poznaniu. Od 1988 r. pracuje w Instytucie Filologii Słowiańskiej UAM (dawniej Katedrze Filologii Słowiańskiej). Jest także zatrudniona w Akademii Nauk Stosowanych im. Jana Amosa Komeńskiego w Lesznie.

## Zainteresowania naukowe
- historia języka bułgarskiego i innych języków południowosłowiańskich
- dialektologia historyczna
- związki języka z folklorem

## Wybrane publikacje
- Język piśmiennictwa bułgarskiego – zarys dziejów (skrypt dla studentów filologii słowiańskiej), Poznań, Wydawnictwo Naukowe UAM 1998.
- Słowotwórstwo agentywnych nazw osobowych w języku polskim, rosyjskim i bułgarskim, Poznań, Wydawnictwo PTPN 2000.
- Tajemnice słowiańskich bogów, Wrocław, Wydawnictwo Dolnośląskie 2001.
- Bajeczne dzieje polski (wspólnie z A. W. Mikołajczakiem), Wrocław, Wydawnictwo Dolnośląskie 2001 (wydanie II, Wrocław 2005; wydanie III, Wrocław 2006).
- Bałkańskie rytmy życia, czyli o tradycji przechowanej w języku, Gniezno, Oficyna Wydawnicza TUM 2001.
- Piśmiennictwo katolickie w Bułgarii. Język utworów II połowy XVIII wieku, Poznań, Wydawnictwo Naukowe UAM 2004.
- Franciszek Skoryna z Połocka. Życie i pisma, wybór tekstów, przekład i opracowanie M. Walczak-Mikołajczakowa, A. Naumow, Gniezno, Wydawnictwo Fundacji Collegium Europaeum Gnesnense 2007.
- Chrześcijańska Bułgaria, Poznań, Księgarnia Św. Wojciecha 2007.
- Bułgarski Ezop, Poznań, Wydawnictwo Naukowe UAM 2009.
- W jedności z Bogiem i Naturą. Rzecz o kulturze ludowej na Bałkanach, Poznań, Wydawnictwo Naukowe UAM 2018.